# Rhachocnemis
Rhachocnemis is een geslacht van rechtvleugeligen uit de familie grottensprinkhanen (Rhaphidophoridae). De wetenschappelijke naam van dit geslacht is voor het eerst geldig gepubliceerd in 1916 door Caudell.

## Soorten
Het geslacht Rhachocnemis  is monotypisch en omvat slechts de volgende soort:
- Rhachocnemis validus (Scudder, 1894)